# Invasion de la Corse (1794)
Guerre de la deuxième coalition
Batailles
Siège de Saint-Florent 
 Siège de Bastia 
 Siège de Calvi
L’invasion de la Corse de 1794 est une campagne militaire menée du printemps jusqu’à la fin de l’été 1794 par les forces britanniques commandées par Lord Hood face à une garnison française dirigée par le Comte de Casabianca. Les affrontements se sont concentrés sur le siège de trois villes du nord de la Corse : Bastia, Calvi et Saint-Florent. Ces trois villes stratégiques seront successivement assiégées, bombardées puis conquises jusqu’à ce que les troupes françaises aient été entièrement chassées de l’île, en août 1794.

## Contexte
Depuis 1769, la France contrôle le territoire insulaire qu’est la Corse suite à sa conquête menée par Louis XV. La Révolution française bouleverse toutefois l’ordre qui régnait en Corse depuis maintenant 20 ans et permet le retour de l’exilé Pascal Paoli, figure du nationalisme corse. Son retour se fait en triomphe et ravive les idées d’une nation corse indépendante. De plus, l’épisode de la Terreur en métropole laisse la place à la formation d’unités irrégulières corses. Paoli se met alors à chercher des soutiens extérieurs pour chasser la garnison française en place dans les villes de Calvi, Bastia et Saint-Florent.
La Grande-Bretagne se présente rapidement aux corses, en effet le royaume insulaire outre-Manche a de nombreux intérêts à soutenir l'indépendance de ce pays. Notamment celle de disposer d’une base navale en Méditerranée à moins de 200 km des côtes françaises. Permettant aux britanniques d’imposer un blocus naval à ses ennemis, opération auparavant impossible car leur seul port en Méditerranée demeure Gibraltar depuis la perte de Minorque en 1781.
En août 1793, les Britanniques se rapprochent de Paoli lorsque la flotte de Lord Hood arrive en Mer de Ligurie suite à la révolte de Toulon par des royalistes. Les Britanniques parviennent à s’emparer du port et capturer la flotte française de Méditerranée. Les efforts de Hood se concentrent alors sur la conservation de la ville et non plus sur les affaires corses. Durant près de quatre mois, son armée tenta de résister face aux forces françaises menées par le lieutenant-général Bonaparte qui reconquièrent peu à peu ce port stratégique.
À la demande de Paoli, Hood envoie une petite escadre en Corse sous les ordres du commodore Robert Linzee, avec pour instruction de demander aux garnisons françaises de Bastia et de Calvi de se rendre. En l'absence de réponse, il tente de capturer Saint-Florent  avec son escadre. Linzee conduit ses navires dans la baie le 19 septembre et s'empare de la tour de la Mortella, qui surplombe le mouillage. Une seconde attaque le 1er octobre sur la tour de Fornali est cependant soumise à un feu nourri et Linzee est contraint de se retirer avec de lourdes pertes. Parallèlement, l’amiral Nelson établit un blocus sur les principales villes corses détenues par les français et mène des raids sur des points stratégiques comme des moulins et attaque des convois souhaitant ravitailler l’île. Pourtant Nelson est contraint à lever ce blocus en décembre pour porter secours aux troupes de Hood à Toulon.
Début  1794, Hood envoie Edward Cooke comme ambassadeur auprès de Paoli pour évaluer sa fiabilité. L’officier revient avec des évaluations trop optimistes des défenses des villes tenues par les Français et des effectifs globaux ; Paoli ne promet pas plus de 2 000 soldats français, alors qu'ils sont en fait plus de 4 500 répartis entre les trois garnisons. Convaincu par l'offre de Paoli, Hood envoie Gilbert Elliot négocier les conditions d’un un soutien militaire. Début février, Hood quitte son mouillage temporaire aux Îles d'Hyères et ordonne l'invasion de l'île.

## Débarquement en Corse

### Siège de Saint-Florent
De septembre à décembre 1793, la flotte de l’amiral Nelson mène un blocus sur la ville de Saint-Florent, empêchant cette ville-garnison de recevoir des vivres de la métropole. Le 16 janvier 1794, Gilbert Elliot rencontre lors d’une entrevue secrète Pascal Paoli avec lequel il prépare la libération de la Corse. Le 5 février, une flottille britannique prend d’assaut la tour gênoise de la Mortella qui tombe seulement après le débarquement de troupes britanniques au sol quatre jours plus tard. Suite à la chute le 17 février de la seconde tour, une redoute nommée Convention, Lacombe Saint-Michel décide d’évacuer la ville le 19 février, laissant les Britanniques rentrer dans une ville déserte. Cette offensive menée par le lieutenant-général David Dundas permet aux forces terrestres anglaises, renforcées par environ 1 200 corses de foncer sur Bastia.

### Siège de Bastia
La garnison française de Saint-Florent se réfugie à Bastia alors que Nelson débarque à Lavasina et s’empare de la tour de Miomo. Pendant ce temps, une querelle entre Hood et Dundas retarde le début de l’invasion. Cette dispute concernant le blocus de la ville conduit à la démission de Dundas et à son remplacement par D’Aubant.
Le 11 avril, le siège de Bastia commence mais, contrairement aux prévisions, la ville tient bon malgré des difficultés de ravitaillement. Les Britanniques subissent des pertes non négligeables, une frégate et une centaine d’hommes sont tués dès le premier jour de l’invasion. Le 25 avril, Lacombe Saint Michel quitte la ville tandis que les généraux britanniques se disputent sur la conduite à tenir. Si Hood préférerait mener une attaque frontale sur la ville, d’Aubant privilégie l’attente et le renforcement du siège pour affamer les retranchés. C’est finalement la tactique d’Aubant qui est appliquée, le 14 avril 1794, 1 183 soldats et 250 marins débarquent à Santa-Maria-di-Lota où ils établissent leur camp, permettant l’encerclement total de Bastia. Le 19 mai, des pourparlers débutentLa ville est contraint de rendre les armes le 21 mai après une héroïque défense. C’est l'adjoint de Lacombe, Antoine Gentili qui dépose les armes alors qu’un tiers de sa garnison est blessée ou malade. Les conditions de la reddition sont avantageuses pour les Français qui sont ramenées en France, à Toulon, escortés par la marine britannique. Les Corses se plaindront de ces conditions jugées trop bonnes mais ne seront pas écoutés par les Anglais.
Le siège aura duré près de 40 jours sans discontinuer, à terre par l’artillerie et par la mer où la flotte anglaise a pilonné la ville.

### Siège de Calvi
La dernière cible de la conquête de la Corse est Calvi, une ville côtière fortifiée du nord-ouest de l’île dirigée par le Comte de Casabianca. La ville est protégée par deux forts modernes : à l'ouest, le fort en étoile Fort Mozzello, soutenu par une batterie externe, et au sud-ouest, Fort Mollinochesco. Dans le golfe de Calvi, deux frégates françaises sont positionnées pour défendre une éventuelle attaque navale.

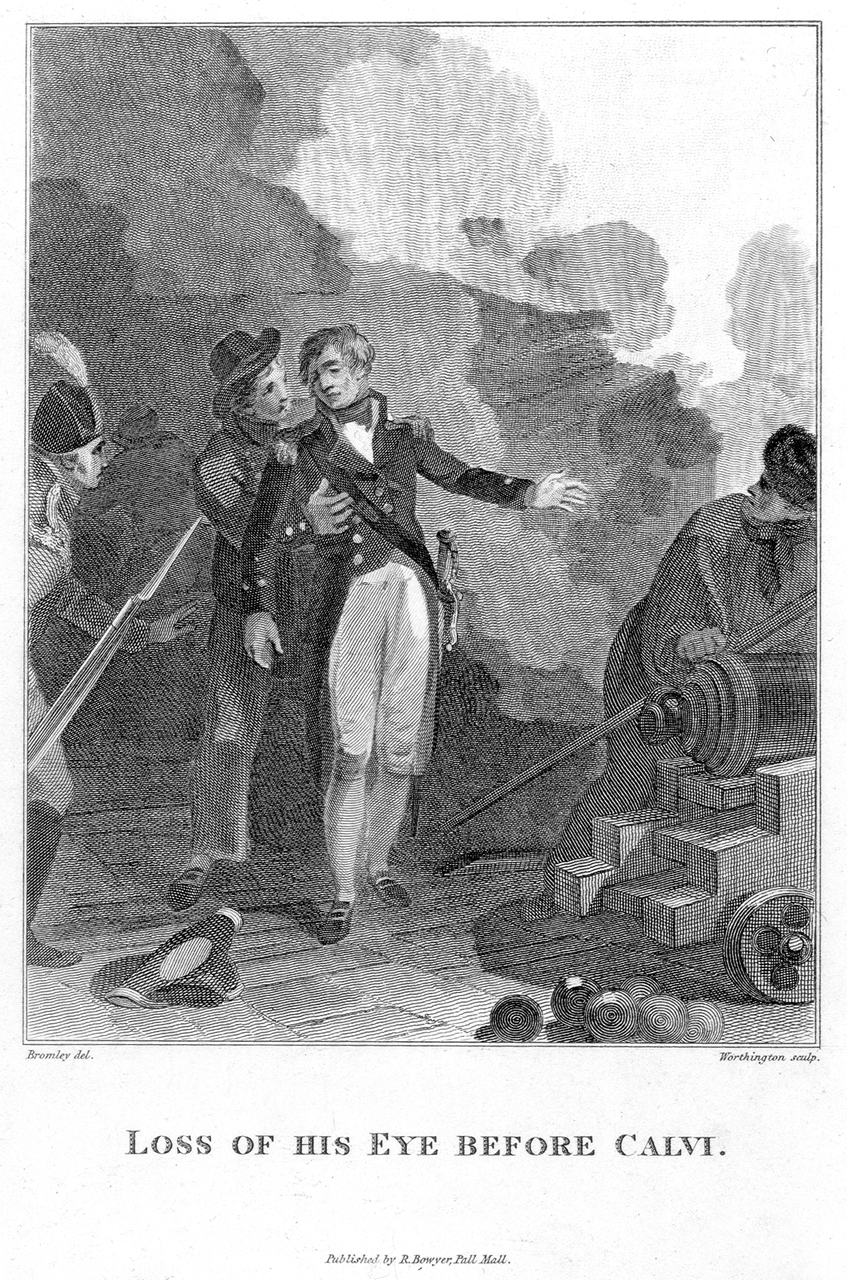
Loss of his Eye Before Calvi

La prise de la ville ce fait cette fois-ci en l’absence de Hood, actuellement dans la baie de Gourjean ; il est remplacé par Charles Stuart. Le 17 juin, des britanniques débarquent et se positionnent aux alentours de la ville avec de l’artillerie. Le 6 juillet, le Mollinochesc tombe mais le Mozzello résiste, durant l’affrontement, une tir de contre-batterie s’écrase non loin de Nelson et un éclat vient l’éborgner. Le 18 juillet, les britanniques parviennent enfin à prendre le fort. Le 10 août, après 52 jours de siège, Calvi capitule alors que les Britanniques ne disposent plus que de 400 hommes valides, 1 500 étant atteints de maladie, principalement du paludisme. La garnison survivante reçoit les honneurs de la guerre et s'embarque pour Toulon accompagnée des blessés.

## Conséquences
La conquête de l’île par les forces anglo-corses permet l’établissement du Royaume de Corse et donne à Paoli une grande influence dans toute la région. Au lendemain de la reddition de Bastia, Paoli s'entend avec Hood sur le contrôle de la Corse et le 1er juin, des élections nationales sont organisées et l’on annonce une nouvelle constitution. Stuart et Elliott se livrent à une querelle amère pour le contrôle des forces militaires sur l’île, ce qui entraîne finalement la démission de Stuart. L'adjoint de Paoli, Charles de Borgo, est nommé président et Elliott devient vice-roi. La constitution assure alors un suffrage masculin, des élections bisannuelles et des pouvoirs exécutifs forts, fermement détenus par Paoli. Elliott s’occupe également d’empêcher Paoli d’exercer des représailles et de saisir les biens des partisans français en Corse, une violation des termes de la reddition. En 1795, les Britanniques créent une commission qui enquête apparemment sur les crimes sur l’île, mais examine également les questions de trahison. C'est en contradiction directe avec la constitution convenue l’année précédente et l'idée s'avère donc impopulaire.
En juillet 1795, des disputes débordent avec « l’assassinat du buste », au cours duquel un buste de Paoli est publiquement moqué par des membres corses de l’entourage d’Elliot à Ajaccio. Des émeutes et des protestations balayent l’île, et la violence civile est évitée de justesse par le départ de Paoli pour la Grande-Bretagne en octobre. En 1796, l'animosité contre les impôts britanniques s’ajoute aux tensions politiques de la colonie, et en mars, certains des hauts plateaux du centre de l’île se soulèvent contre les Britanniques, centrés sur la région de Corte. Pendant plusieurs mois, il y a des combats épars entre les rebelles et les forces gouvernementales corses, y compris une offensive britannique réussie à Ajaccio et une autre près de Bastia qui ne parveint pas à venir à bout des forces rebelles. Finalement, incapable d’écraser efficacement la rébellion et avec des agents français opérant ouvertement sur l’île, Elliot apaise certains rebelles et en pacifie d’autres, obtenant une certaine stabilité en octobre. La situation en Méditerranée se détériore cependant, les forces britanniques étant de plus en plus mises à rude épreuve par les victoires de Bonaparte en Italie.
Dans le contexte du début d'une guerre anglo-espagnole, des ordres sont immédiatement envoyés à Elliot pour dépouiller la garnison britannique de Corse afin de défendre la forteresse à l’entrée de la Méditerranée. Lorsque la nouvelle est tombée en Corse en octobre, les rébellions qui couvent se sont propagées. Des comités révolutionnaires apparaissent dans les villes de l’île, qui commencent à négocier des conditions avec les forces françaises en Italie. Le 14 octobre, Nelson force les comités de Bastia à se disperser sous la menace de violences mais les troupes françaises ont déjà débarqué à Macinaggio et les 19 et 20 octobre, Elliot et le reste du personnel militaire et diplomatique britannique ainsi que 370 réfugiés corses embarquent dans le convoi de Nelson et naviguent vers Portoferraio.  Au cours de la semaine suivante, les garnisons restantes à Calvi et à San Fiorenzo sont retirées, les défenses de ce dernier délibérément détruites. À ce moment-là, les troupes françaises d’Antoine Gentili ont déjà capturé la majeure partie de l’île avec le soutien de la Corse. En décembre 1796, la flotte britannique, désormais sous le commandement de Sir John Jervis, se retire complètement de la Méditerranée.